# Eduardo Lonardi
Eduardo Lonardi, né le 15 septembre 1896 à Buenos Aires et morte le 22 mars 1956 dans la même ville, est un militaire et homme politique argentin, qui exerce de facto la présidence du pays entre le 23 septembre et le 13 novembre 1955.

## Biographie
Il participe au coup d'État de 1943 et à la tentative de coup contre Juan Perón de 1951, à la suite de quoi il est mis à la retraite. Il se définit comme un nationaliste catholique.
Après le coup d'État de septembre 1955, il est nommé président de la République, les protagonistes de la dénommée « Révolution libératrice » cherchant un homme suffisamment prestigieux pour unifier les forces armées. Lonardi tente d'intégrer le mouvement péroniste au régime en accédant aux revendications les plus populaires, dans une forme de « néopéronisme », qui visait à exclure Perón définitivement de la scène nationale. Il forme ainsi une Junta Consultiva Nacional (es) avec l'Union civique radicale, le Parti socialiste, et d'autres éléments de l'opposition au péronisme. Mais les secteurs les plus violemment antipéronistes des forces armées, dirigées par le général Aramburu, s'opposent à ce projet et le forcent à la démission.
Il meurt d'un cancer en 1956 à 59 ans peu après avoir cédé sa charge à Pedro Eugenio Aramburu. Il est inhumé au cimetière de Recoleta à Buenos Aires.